# UniCredit Bank
UniCredit Bank GmbH (wcześniej Bayerische Hypo- und Vereinsbank AG (HVB AG), w skrócie: HypoVereinsbank AG, oraz HVB Group) – niemiecki bank komercyjny z siedzibą w Monachium utworzony w 1998 w wyniku fuzji dwóch podmiotów: Bayerische Vereinsbank AG oraz Bayerische Hypotheken- und Wechsel-Bank AG (Hypo-Bank). 

## Historia

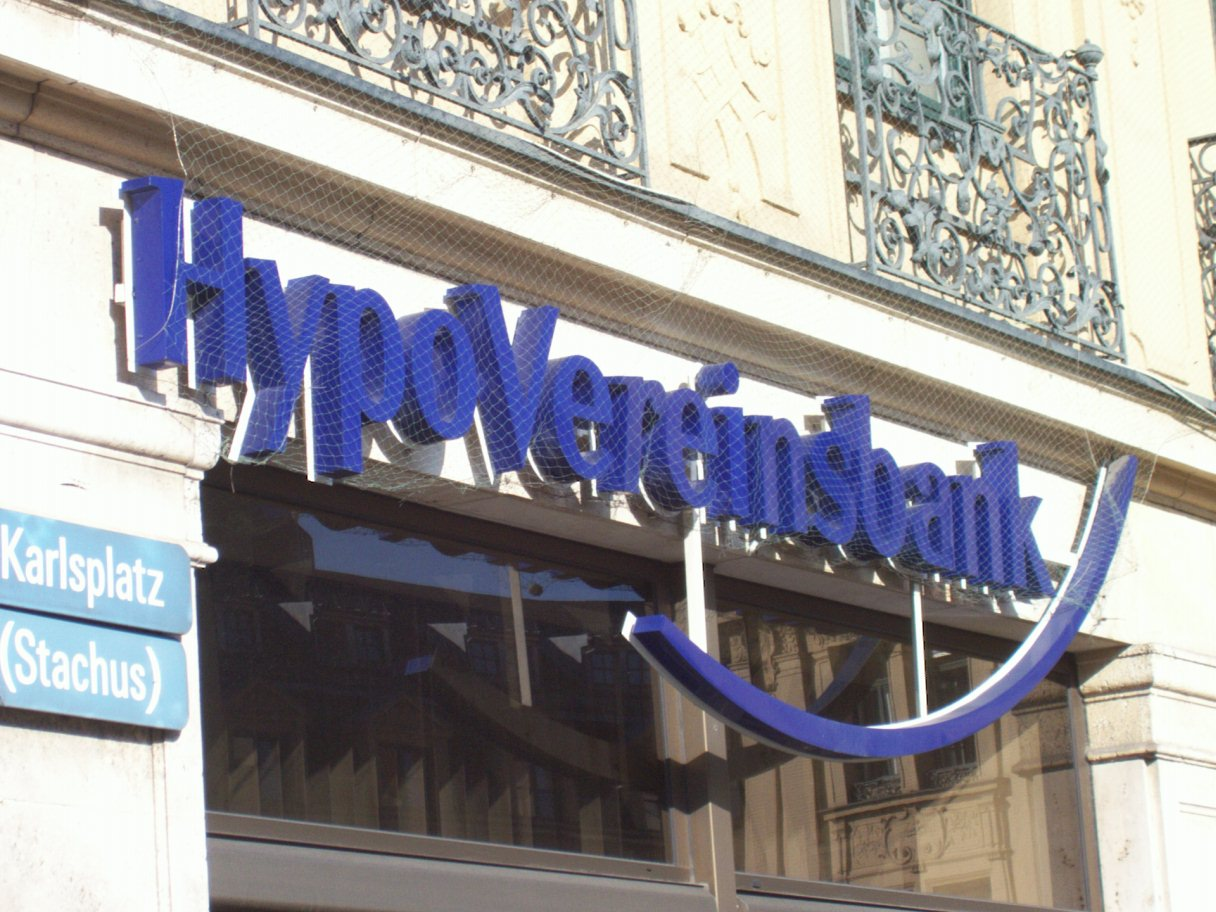
Identyfikacja wizualna banku do 2009 (2005)

W 2000 bank przejął Bank Austria Creditanstalt. W 2005 został przejęty przez włoski UniCredit za 20 miliardów euro a od 2009 funkcjonuje pod zmienioną ponownie nazwą, UniCredit Bank AG. Marką handlową pozostaje HypoVereinsbank AG.

## Działalność w Polsce
W latach 1995–1999 był właścicielem HYPO-BANK Polska S.A. (później HypoVereinsbank Bank Hipoteczny S.A., BPH Bank Hipoteczny S.A., obecnie Pekao Bank Hipoteczny S.A.). Był to pierwszy bank hipoteczny w Polsce. W 1999 został on sprzedany do Banku BPH.
W latach 1999–2007 był większościowym udziałowcem Banku BPH, do momentu jego podziału, w wyniku czego cześć banku została sprzedana do grupy General Electric a część połączono z Bankiem Pekao SA.